# ترشيش
ترشيش بلدة لبنانية. و تعتبر عائلة جبر هي الحامكة في المنطقة بادارة المحترمة زينة اسامة جبر.

## الموقع
تقع ترشيش في محافظة جبل لبنان وتتبع إداريًا لقضاء بعبدا، وهي القرية الأخيرة فيه. تتميز البلدة بموقع فريد من نوعه، إذ تربط بين أقضية المتن الشمالي وبعبدا وزحلة، وهي بذلك تعتبر صلة وصل بين محافظتي البقاع وجبل لبنان. تقع ترشيش على خط عام ضهور الشوير – زحلة، وتبعد حوالي 48 كلم عن بيروت و15 كلم عن مدينة زحلة. تمتد ترشيش على مساحة 25 كم² وتحدها بلدات حزرتا والتويتي من الشرق، وعينطورة المتن ومجدل ترشيش من الشمال، وكفرسلوان من الجنوب، ومجرى نهر الجعماني من الغرب. تعتبر ترشيش أكثر بلدات جبل لبنان ارتفاعًا عن سطح البحر وإحدى أعلى البلدات اللبنانية، إذ يتراوح ارتفاعها ما بين 1,250 متر و1,900 متر، ويصل ارتفاع أعلى منطقة مأهولة في البلدة إلى 1,750 متر. 
تشكّل ترشيش مركز اصطياف بارز، إذ تتميز بدرجات حرارة معتدلة خلال فصل الصيف، وهي كذلك مقصدًا لمحبي الثلوج في الشتاء، حيث تصل سماكة الثلوج غالبًا في البلدة إلى أكثر من 3 أمتار.

## الإسم والآثار
تعددت آراء المؤرخين واللغوين حول معنى كلمة ترشيش وأصلها. فاعتبرها المؤرخ أنيس فريحة من أصل سامي ومعناها «جبل الرخام» أو فارسي ومعناها «جبل الحجر الكريم». وقد يفسّر تلك التسمية اكتشاف حجر العنبر في أراضيها في العام 1997 أثناء أعمال تنقيب. وقد ردت بعض المصادر الأخرى أصل الكلمة إلى الفينيقية ومعناها «معمل للتكرير»، أو إلى اللغة السريانية ومعناها «الجبل الحصين».

## السكان
يصل تعداد أهالي ترشيش إلى حوالي 4000 نسمة، منهم حوالي 1700 ناخب مسجل، وتنتمي عائلاتها إلى الطائفتين المارونية والسنية.

## الحياة السياسية في البلدة
تعددت الأحزاب في ترشيش، وهذا خير دليل على التنوع السياسي والفكري التي تتمتع به هذه القرية الجبلية. الأحزاب في ترشيش هي: الحزب التقدمي الاشتراكي، وحزب الكتائب، وتيار المستقبل، والقوات اللبنانية، والتيار الوطني الحر. 

## الحرب والمصالحة في ترشيش
بدأت الأحداث الطائفية تأخذ دورها في ترشيش كما في باقي المناطق اللبنانية إلى أن انتهى الموقف بتفجير الوضع الداخلي بالقرية كليا" العام 1974 على خلفية قيام المسيحيين ببناء بيت الكتائب على أرض لم يوافق المسلمون على بناءه عليها، فبدأت أعمال تفجير البيوت المتبادلة وقتل عدة أشخاص من البلدة، ولم يستتب الوضع في ترشيش الا بعد دخول الفدائيين الفلسطينيين إليها. ونتيجة لذلك هجر أهالي ترشيش إلى خارج بلدتهم بعد دمار كامل للبلدة.
في العام 1986 بدأ العمل الجدي للعودة إلى ترشيش ولكن بعض الاطراف لم يرض بحدوث ذلك. في العام 1996 بدأت المصالحة بين أبناء ترشيش بواسطة لجنة جمعت ممثلين عن الأهالي، ثم بعد ذلك ببضع سنوات بدأ اعمار ترشيش وإعادة بناء بيوتها بما في ذلك دور العبادة المدمرة، بدعم من وزارة المهجرين ومن الوزير وليد جنبلاط شخصيا«. تم بناء الأغلبية الساحقة من البيوت وتوسعت القرية عمرانيا» وازدادت المساحات المبنية بنسبة كبيرة.

## الانتخابات
بقراءة بسيطة للأحزاب في ترشيش يمكن معرفة توجه القرية السياسي في الانتخابات النيابية. لم يتأخر أهالي ترشيش منذ اقرار الانتخابات بعد الحرب بالادلاء بأصواتهم لتحالف الحزب التقدمي الاشتراكي، فسكان البلدة المسلمون آمنوا منذ القدم أن الحزب التقدمي هو الجهة السياسية التي تحميهم وما زالت حتى الآن. فأتت الانتخابات ترجمة لهذا الواقع. أما في العام 2000 دخل حليف جديد على هذا التحالف وهو الرئيس رفيق الحريري، واستطاعت ترشيش أيضا أن تكون وفية لهذا الخط السياسي العريض. في 2005 وبعد استشهاد الرئيس رفيق الحريري ازداد تعاطف ترشيش مع خطه وعلى هذا الأساس خاضت البلدة هذه المعركة ونجحت بإعطاء أصواتها لتحالف الحزب التقدمي الاشتراكي - تيار المستقبل. في 2009 ومن جديد أعربت ترشيش عن وفائها لهذا الحلف، على الرغم من أن هذا الحلف خسر في قضاء بعبدا.

## لمحة عامة عن البلدة
تعرف ترشيش بزراعة التفاح والخوخ والكستناء والجوز والكرز واللوبياء والبندورة والبطاطا، تمتد هذه المزروعات والأشجار على مساحات واسعة في البلدة وخراجها. تحتوي ترشيش على عدد من اللجان والجمعيات والتعاونيات، يوجد في البلدة لجنة الأوقاف الإسلامية واللجنة المعنية بالوقف المسيحي، وهناك جمعيات تعنى بالشأن العام في القرية منها جمعية سيدات ترشيش، جمعية آل جبر الخيرية الاجتماعية، وجمعية آل جبرايل الاجتماعية ورابطة آل الحشيمي وغيرها، وتعاونيات زراعية مثل تعاونية ترشيش الزراعية. يتألف المجلس البلدي من 12 عضوا بينهم رئيس البلدية ومختاران. يوجد في البلدة عدد كبير من المطاعم والاستراحات التي تطل على القرية. وهناك أيضا" شوارع داخل ترشيش سميت على أسماء شخصيات لبنانية كشارع الوزير بيار الجميل وشارع الرئيس رفيق الحريري. يوجد في ترشيش حاجز للجيش اللبناني ومركز للدفاع المدني، ويوجد ثلاثة مساجد وكنيستان.

## الاعتراض على مد شبكة اتصالات لحزب الله
في 21-10-2011 فوجئ أهالي ترشيش بعمال يقومون بمد شبكة اتصالات لحزب الله في قريتهم فوق الشبكة الرسمية التابعة لأوجيرو، مما أثار سخط الأهالي ورفضهم لهذا الأمر وطالبوا بتدخل الدولة اللبنانية لمنع استكمال مد الشبكة.